# Gernot Bonkat
Gernot Bonkat (* 18. August 1970 in Mannheim) ist ein deutscher Mediziner und Facharzt für Urologie.
2013 habilitierte er sich an der Medizinischen Fakultät der Universität Basel und bekam die Lehrberechtigung (venia docendi) verliehen. 2021 wurde er vom Universitätsrat der Universität Basel zum Titularprofessur für Urologie ernannt. Im Biological Calorimetry Lab des Department of Biomedical Engineering der Universität Basel ist er Senior Medical Adviser. 2016 gründete er das medizinische Zentrum für Urologie, die alta uro AG, Basel, Schweiz.

## Leben und Werk
Gernot Bonkat studierte Humanmedizin an der Ludwig-Maximilians-Universität München und Julius-Maximilians-Universität Würzburg. 2003 promovierte er zum Thema „Einfluss von septischem Plasma und intensivmedizinischen Medikamenten auf die Zytokin - und Procalcitoninfreisetzung von in vitro stimulierten PBMC septischer Patienten und immunkompetenter Probanden“. 2007 wechselte er von der Universitätsklinik Würzburg an das Universitätsspital Basel. 2012 folgte ein einjähriger klinisch-wissenschaftlicher Aufenthalt am Tygerberg-Hospital der Universität Stellenbosch, Südafrika. Gernot Bonkat habilitierte sich 2013 und erhielt die Lehrbefugnis für das Fach Urologie an der Universität Basel. Bis zur Gründung von alta uro im Jahr 2016 war Gernot Bonkat am Universitätsspital Basel, zuletzt als Leitender Arzt tätig. Bonkat hält weiterhin Vorlesungen an der Universität Basel und betreut Studenten in ihrer Promotion.
Seit über 10 Jahren ist er im Biological Calorimetry Lab  der Universität Basel Senior Medical Adviser. Die laufenden Projekte umfassen u. a. die schnelle Prüfung der Empfindlichkeit gegenüber Arzneimitteln, die Erforschung schwieriger Erreger wie Mycobacterium tuberculosis und Neisseria gonorrhoeae, die Urogenitaltuberkulose, die Entwicklung antimikrobieller Beschichtungen für Implantatoberflächen und therapeutische Möglichkeiten von Phagen, die sich von herkömmlichen antimikrobiellen Mitteln unterscheiden.
Seit 2015 ist Bonkat Vorsitzender des Leitliniengremiums für urologische Infektionen der Europäischen Gesellschaft für Urologie. Er ist externer Berater der Europäischen Arzneimittel-Agentur (EMA), Mitglied des Swissmedic Medicines Expert Committees (SMEC) für das Fachgebiet Urologie und Mitglied weiterer Arbeitskreise und Gremien.

## Privates
1987 wurde Gernot Bonkat bei den World Championships in Tel Aviv Weltmeister im Degenfechten. 1990 gewann er bei den CISM-Militärweltmeisterschaften die Bronzemedaille im Degenfechten im Einzel- und Mannschaftswettbewerb.

## Publikationen
Bonkat ist Autor von mehr als 250 wissenschaftlichen Fachartikeln, Kongressbeiträgen und Buchkapiteln.

### Fachzeitschriften
- Kathrin Bausch, Guglielmo Mantica, Emma J Smith, Riccardo Bartoletti, Franck Bruyère, Tommaso Cai, Suzanne Geerlings, Jennifer Kranz, Bela Köves, Adrian Pilatz, Sören Schubert, Rajan Veeratterapillay, Florian Wagenlehner, Neha Gupta, Gernot Bonkat: Genitourinary Tuberculosis: A Brief Manual for Urologists on Diagnosis and Treatment from the European Association of Urology Urological Infections Panel. In: Eur Urol Focus. 2023, S. 2405–4569, doi:10.1016/j.euf.2023.07.006 (europeanurology.com).
- Gernot Bonkat et al.: European Association of Urology Position Paper on the Prevention of Infectious Complications Following Prostate Biopsy. In: European Urology. Band 79, Nr. 1, 2021, S. 11–15, doi:10.1016/j.eururo.2020.10.019 (sciencedirect.com).
- Gernot Bonkat, Florian Wagenlehner: In the Line of Fire: Should Urologists Stop Prescribing Fluoroquinolones as Default? In: European Urology. Band 75, Nr. 2, 2019, S. 205–207, doi:10.1016/j.eururo.2018.10.057 (sciencedirect.com).
- Sigg, A. P., Mariotti, M., Grütter, A. E., Lafranca, T., Leitner, L., Bonkat, G., & Braissant, O.: A Method to Determine the Efficacy of a Commercial Phage Preparation against Uropathogens in Urine and Artificial Urine Determined by Isothermal Microcalorimetry. In: Microorganisms. Band 10, Nr. 5, 2022, S. 845, doi:10.3390/microorganisms10050845 (mdpi.com).
- A. Pilatz, J. Alidjanov, G. Bonkat, F. Wagenlehner: Prostate biopsy-infection prophylaxis and patient preparation. In: Urologie. Band 62, Nr. 5, 2023, S. 459–463, doi:10.1007/s00120-023-02065-w (springer.com).

### Buchbeiträge
- Isothermal microcalorimetry for the investigation of clinical samples: past and present in Margarida Bastos: Biocalorimetry: Foundations and Contemporary Approaches, CRC Press, 2016, ISBN 978-0-367-87028-7

## Mitgliedschaften und Funktionen
- Vorsitzender des Leitliniengremiums für urologische Infektionen der Europäischen Gesellschaft für Urologie (EAU)[11]
- Editorial Board im World Journal of Urology[12]
- Arbeitskreis Infektiologie und Hygiene der DGU[13]
- Schweizer Gesellschaft für Urologie (SGU)
- Deutsche Gesellschaft für Urologie (DGU)